# تپه هشتی چنار
تپه هشتی چنار مربوط به سدهٔ ۵ تا ۹ ه.ق است و در شهرستان مشگین‌شهر، بخش مرادلو، دهستان ارشق غربی، روستای گده کهریز واقع شده و این اثر در تاریخ ۱۲ دی ۱۳۸۶ با شمارهٔ ثبت ۲۰۴۰۵ به‌عنوان یکی از آثار ملی ایران به ثبت رسیده است.